# 炸冰淇淋
炸冰淇淋是一種將結凍的冰淇淋裹上麵包屑、麵糊、玉米片或墨西哥薄餅後快速油炸，將外層炸至酥脆、但內餡保持冰涼的甜品。
炸冰淇淋的起源沒有明確文獻紀載。坊間則流傳以下三種說法:
1. 1893年芝加哥哥倫布紀念博覽會起源說。該博覽會也被認為是聖代的起源。[1]
2. 1894費城起源說。一間位於費城的公司宣稱他們於當年發明一種將冰淇淋裹上派皮下鍋油炸的美食。"[2][3]
3. 日本天婦羅餐廳發明說。該說法盛行於1960年代。[4]

在美國與澳洲等地，炸冰淇淋因於1970-80年代作為亞洲(中式、韓式、日式)與墨西哥餐廳流行的飯後甜點，而被誤解為東方或中南美料理。

## 另見
- 炸鮮奶